# I lock my door upon myself
I lock my door upon myself is een schilderij van de Belgische kunstschilder Fernand Khnopff, geschilderd in 1891, olieverf op doek, 72,7 x 140 centimeter. Het toont een jonge vrouw die dromerig de ruimte in staart in een verder in vlakken verdeelde compositie, geschilderd in een symbolistische stijl. Het werk bevindt zich thans in de collectie van de Neue Pinakothek te München.

## Context
Aan het einde van de negentiende eeuw was Brussel een belangrijk centrum van de internationale avantgardistische schilderkunst. Een aantal progressieve jonge kunstenaars die zich verenigd hadden in het kunstenaarsgenootschap Les Vingt, groeiden eind jaren 1880 uit tot baanbrekers van een nieuwe beweging van het symbolisme. Tot hen behoorden de kunstschilders James Ensor, Félicien Rops, Jan Toorop en niet in de laatste plaats Fernand Khnopff.
Behalve kunstschilders maakte ook dichters deel uit van de beweging van Les Vingt, onder wie Emile Verhaeren en Maurice Maeterlinck. De relatie tussen poëzie en schilderkunst was in die periode heel direct herkenbaar in het werk van de Brusselse symbolisten. In navolging van de Engelse prerafaëlieten, kozen met name de kunstschilders heel vaak thema's ontleend aan symbolistische gedichten. Ze keerden zich af van materialistische waarden en streefden vooral naar het uitdrukken van suggestieve stemmingen, vaak op basis van min of meer abstracte ideeën.

## Gedicht van Rossetti
De titel I lock my door upon myself is ontleend aan het gedicht Who Shall Deliver Me? van de prerafaëlitische dichteres Christina Rossetti, de zus van kunstschilder Dante Gabriel Rossetti, gepubliceerd in 1876. De strofe waar de titel deel van uitmaakt luidt:

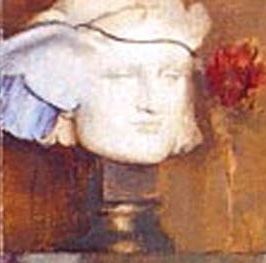
Hypno, symbool voor de droom

| I lock my door upon myself, And bar them out; but who shall wall Self from myself, most loathed of all? | Ik sluit mijn deur op mezelf En sluit ze buiten; maar wie schermt af Mijzelf van mijzelve, de grootste last van al? |

Het gedicht van Rossetti gaat terug op een Bijbelse passage uit Romeinen 7:24 (Wie zal me verlossen van dit lichaam dat me ter dood brengt?) en behandelt het thema van innerlijke strijd waarvan alleen God ons kan bevrijden. Khnopff vertaalt het gedicht op een geheel eigen wijze en legt de nadruk op de tragiek van de vrouw die zich terugtrekt in een innerlijke droomwereld.

## Afbeelding
I lock my door upon myself is een panoramisch schilderij, verdeeld in voornamelijk horizontale vlakken, geschilderd in lucide kleurtonen, gedomineerd door een glimmend grijs. Een jonge roodharige vrouw met grijze ogen kijkt van een afstand dromerig naar de toeschouwer en doorbreekt de compositie. Haar houding verraadt het isolement waarin ze zich vrijwillig heeft teruggetrokken. Haar blik is melancholisch en verzonken in stille dromerij. Het weerspiegelt haar wens om zich terug te trekken in de eenzame afzondering van haar herinneringen.

## Symboliek
Het schilderij zit boordevol met symboliek. Naast de vrouw verschijnt in een nis het beeld van Hypnos. Zijn blauwe vleugel en de papaverbloem suggereren de kracht van de droom. Links achter de vrouw in de lambrisering reflecteren twee cirkelvormige spiegels het beeld van grote ramen. De buitenzichten op de achtergrond, mogelijk van Brugge, symboliseren een verinnerlijkt beeld van stilte. De linker doorkijk geeft zicht op fragmenten van twee gevels, terwijl rechts op een doek aan de muur een zwarte figuur verschijnt op een oplopend plein langs hoge struiken en huizen. De eenzaamheid van de donkere figuur lijkt verband te houden met de troosteloze afzondering van de vrouw. Drie lelies op de voorgrond symboliseren de cyclus van het leven: de lelie die zich opent, bloeit en verwelkt.

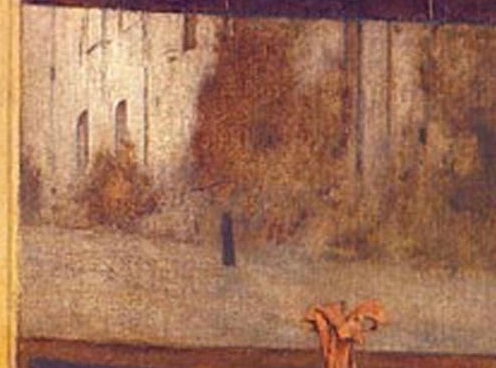
Zwarte figuur op plein, schilderij in een schilderij

Veel elementen in I lock my door upon myself zijn niet met zekerheid te duiden, zoals het juweel aan de fijne hanger beneden-midden of de precieze betekenis van de omhoog stijgende luchtbel. Het lijken uitdrukkingen van Khnopffs nostalgie naar het verleden, een verleden dat bewaard is gebleven in iconische fragmenten die in zijn herinneringen zijn opgeslagen. Het nevengeschikt ordenen van de beeldfragmenten, zonder eenheid van verhaal, lijkt te wijzen op persoonlijke affiniteiten. Niet de vraag naar de betekenis is van belang, maar de verwerking en de koppeling ervan door de toeschouwer aan zijn eigen ervaringen.